# Keraymonia triradiata
Keraymonia triradiata är en flockblommig växtart som beskrevs av Cauwet och Farille. Keraymonia triradiata ingår i släktet Keraymonia och familjen flockblommiga växter. Inga underarter finns listade i Catalogue of Life.